# Lower Bourne
Lower Bourne – wieś w Anglii, w hrabstwie Surrey, w dystrykcie Waverley. Leży 58 km na południowy zachód od centrum Londynu. Miejscowość liczy 2256 mieszkańców.